# Lephalale
Lephalale (officieel Lephalale Local Municipality) is een stad en gemeente in het Zuid-Afrikaanse district Waterberg.
Lephalale ligt in de provincie Limpopo en telt 115.767 inwoners.

## Hoofdplaatsen
Het nationaal instituut voor de statistiek, Stats SA, deelt sinds de census 2011 deze gemeente in in 38 zogenaamde hoofdplaatsen (main place):
Bangalong • Bossche Diesch • Botsalanong • Botshabelo • Dimpompong • Ditloung • Ga-Machoko • Ga-Monyeki • GaSeleka • Ga-Seleka • Hlagalakwena • Honey • Kauletsi • Kgobagadimo • Khopanong • Kitty • Lebu • Lephalale • Lephalale NU • Lerupurung • Letlora • Magadimela • Mapela • Marapong • Melinda • Mmaletswai • Mongalo • Moong • Morwe • Motsweding • Reabetswe • Sefetlhogo • Senoela • Shongoane • Thabo Mbeki • Tlapaliburethi • Tshelamake • Witpoort.